# Lego Disney Princess: The Castle Quest
Lego Disney Princess: The Castle Quest (LEGO Disney Princesa: Aventura en el castillo en Hispanoamérica; Lego Disney Princess: Misión Castillo en España) es un especial de televisión animado de 2023 basado tanto en la línea de juguetes de Lego Disney como en la franquicia de Disney Princess. Es un crossover entre varios personajes que aparecen en películas producidas por Walt Disney Animation Studios, y el primer especial de LEGO basado en la franquicia. En el especial, cinco princesas han sido transportadas a un misterioso castillo y deben impedir que Gastón se apodere de sus reinos individuales.
El especial fue lanzado en Disney+ el 18 de agosto de 2023. Una secuela, titulada Lego Disney Princess: Villains Unite, está programada para ser estrenada en Disney+ el 25 de agosto de 2025.

## Trama
Gastón ha atrapado al Rey Tritón en una pecera y trata de poseer a su tridente para convertirlo en gobernante de tierra y océanos. Tritón propone un reto para asegurarle su libertad, a lo que Gastón pregunta quién lo desafiaría. El Espejo Mágico convoca a Blancanieves, Ariel, Tiana, Rapunzel y Moana ("Vaiana" en España), porque son las únicas que podrían detenerlo. Ariel, al ver que su padre encerrado exige su liberación y acepta participar en el desafío de Gastón, y el resto de las princesas siguen su ejemplo. Gastón rompe la pecera para que Tritón pierda lentamente agua.
Las princesas se separaron. Ariel y Moana se pusieron a buscar la Alfombra Mágica mientras Blancanieves, Tiana y Rapunzel se dirigen al Bosque Oscuro para encontrar la Flor de Gota de Sol, con la ayuda de Flor la mofeta. Gastón prepara una tormenta que es arrollada por las conexiones de Ariel y Moana con el océano y las dos se encuentran con un barco pirata que planea robar la Alfombra Mágica. Las otras tres princesas son perseguidas por lobos, de quienes se hacen amigos a través de la habilidad de Blancanieves para hablar con animales. Ariel y Moana se enfrentan al capitán del barco pirata, Iago, quien intenta destruirlas. Su intento es derrotado por Moana, y las dos se escapan en la Alfombra Mágica, regresando al castillo.
Las cinco se reúnen y se dirigen al desafío final donde deben navegar por un laberinto. El laberinto se alimenta de las ansiedades y la duda de las princesas, y Ariel usa su canto para guiar a todas. Gastón intenta usar el desafío como una forma de acabar con las princesas a través de la dragona Maléfica, pero las princesas notan que su ala está dañada y ayudan a restaurarla. Esto lleva a que Maléfica se ponga del lado de las princesas, y ella derrota a Gastón mientras las princesas se marchan.
Las princesas regresan al castillo, devastadas por la vista de un Tritón deshidratado. Ariel, ahora confiada a través de sus nuevas amigas, agarra al tridente y las cinco lo mandan de vuelta al océano. Las princesas cuestionan la logística del castillo, a lo que el Espejo Mágico revela que el castillo también está hecho para ellas. Las princesas se instalan en el castillo y cada una consigue su propia habitación en función de sus respectivas identidades.

## Reparto
- Jodi Benson como Ariel (de La sirenita), una princesa sirena de Atlántica.[4]
- Auli'i Cravalho como Moana (de Moana), una princesa de la isla de Motonui.[5]
- Mandy Moore como Rapunzel (de Enredados), la princesa del Reino de Corona.[6]
- Anika Noni Rose como Tiana (de The Princess and the Frog), la princesa de Maldonia.[7]
- Katie Von Till como Blancanieves (de Snow White and the Seven Dwarfs), una de las cinco princesas.[8]
- Richard White como Gastón (de La bella y la bestia), el antagonista principal de la historia.[9]
- Jim Cummings como el Rey Tritón (de La sirenita), el rey de Atlántica y padre de Ariel.[10]
- Corey Burton como el Espejo Mágico (de Snow White and the Seven Dwarfs), un espejo que se encuentra entre los tesoros robados por Gastón.[11]
- Barrett Leddy como Iago (de Aladdín), un loro que es capitán de una tripulación pirata.[12][13]
- Jeff Bennett como Señor Smee (de Peter Pan), miembro de la tripulación de Iago.[14]

Miembros del reparto adicionales incluyen a Roland Rubio como Flor (de Bambi), y Jo Anne Worley como Armario (de La bella y la bestia).

## Lanzamiento
Lego Disney Princess: The Castle Quest fue anunciado el 2 de agosto de 2023 como parte de una serie de celebraciones de un mes de duración de "casi un siglo de Princesas Disney". Un tráiler fue lanzado el 8 de agosto, donde se confirmaba la participación de varios miembros del reparto original de voces de los personajes repitiendo sus papeles. El especial fue lanzado en la plataforma Disney+ el 18 de agosto de 2023.

## Recepción
Farid-ul-Haq, de The Geekiary, calificó el especial como "un pequeño y divertido regalo para los fans de Disney", elogiando algunos elementos como los huevos de Pascua y el regreso de los actores de voz. Luke Manning, de Laughing Place, comentó: "LEGO Disney Princess: The Castle Quest obviamente no estará a la altura de ninguna de las películas que incorpora, pero es una divertida diversión para los fans de las princesas, jóvenes o jóvenes de corazón. Con el característico humor de LEGO y divertidas animaciones, es una película recomendada para una tarde soñolienta".